# Liam Bertazzo
Liam Bertazzo (Este, 17 de fevereiro de 1992) é um desportista italiano que compete no ciclismo nas modalidades de pista, especialista nas provas de perseguição por equipas, pontuação e madison, e rota. O seu irmão Omar também é ciclista.
Ganhou três medalhas no Campeonato Mundial de Ciclismo em Pista, entre os anos 2015 e 2018, e seis medalhas no Campeonato Europeu de Ciclismo em Pista entre os anos 2012 e 2018. Nos Jogos Europeus de 2019 obteve uma medalha de prata na prova de perseguição por equipas.
Participou nos Jogos Olímpicos de Verão de 2016, ocupando o 6.º lugar na prova de perseguição por equipas.

## Medalheiro internacional
| Campeonato Mundial | Campeonato Mundial         | Campeonato Mundial | Campeonato Mundial      |
| Ano                | Lugar                      | Medalha            | Competição              |
| ------------------ | -------------------------- | ------------------ | ----------------------- |
| 2015               | Saint-Quentin ( França)    | Medalha de prata   | Madison                 |
| 2017               | Hong Kong ( China)         | Medalha de bronze  | Perseguição por equipas |
| 2018               | Apeldoorn ( Países Baixos) | Medalha de bronze  | Perseguição por equipas |
| Jogos Europeus     |                            |                    |                         |
| Ano                | Lugar                      | Medalha            | Competição              |
| 2019               | Minsk ( Bielorrússia)      | Medalha de prata   | Perseguição por equipas |
| Campeonato Europeu |                            |                    |                         |
| Ano                | Lugar                      | Medalha            | Competição              |
| 2012               | Panevėžys ( Lituânia)      | Medalha de bronze  | Perseguição por equipas |
| 2013               | Apeldoorn ( Países Baixos) | Medalha de ouro    | Madison                 |
| 2014               | Baie-Mahault ( França)     | Medalha de prata   | Pontuação               |
| 2016               | Saint-Quentin ( França)    | Medalha de prata   | Perseguição por equipas |
| 2017               | Berlim ( Alemanha)         | Medalha de prata   | Perseguição por equipas |
| 2018               | Glasgow ( Reino Unido)     | Medalha de ouro    | Perseguição por equipas |

1. 1 2  Competiu na rodada de classificação.

## Palmarés

### Rota
2014
- 1 etapa da Volta à Sérvia

2017
- Tour da China I, mais 1 etapa

### Pista
2012
- 3.º no Campeonato Europeu em Perseguição por equipas (fazendo casal com Paolo Simion, Elia Viviani e Ignazio Moser)

2013
- Campeonato Europeu Madison (fazendo casal com Elia Viviani)

2014
- 2.º no Campeonato Europeu Pontuação

2015
- 2.º no Campeonato do Mundo Pontuação (fazendo casal com Elia Viviani)

2017
- 2.º no Campeonato Europeu em Perseguição por equipas (fazendo casal com Michele Scartezzini, Simone Consonni, Filippo Ganna e Francesco Lamon)
- 3.º no Campeonato do Mundo em Perseguição por equipas (com Simone Consonni, Filippo Ganna e Francesco Lamon)

2018
- 3.º no Campeonato do Mundo em Perseguição por equipas (com Simone Consonni, Filippo Ganna e Francesco Lamon)

## Resultados em Grandes Voltas e Campeonatos do Mundo
Durante a sua carreira desportiva tem conseguido os seguintes postos nas Grandes Voltas e nos Campeonatos do Mundo em estrada:
| Carreira           | 2014 | 2015 | 2016 | 2017 | 2018  | 2019 |
| ------------------ | ---- | ---- | ---- | ---- | ----- | ---- |
| Giro d'Italia      | -    | -    | Ab.  | -    | 143.º | -    |
| Tour de France     | -    | -    | -    | -    | -     | -    |
| Volta a Espanha    | -    | -    | -    | -    | -     | -    |
| Mundial em Estrada | -    | -    | -    | -    | -     | -    |